# Вулиця Левка Лук'яненка (Кременчук)
Ву́лиця Левка Лук'яненка — одна з вулиць Кременчука. Протяжність близько 1100 метрів.

## Розташування
Вулиця розташована в північно-центральній частині міста. Починається з вул. Соборної та прямує на північний-захід, де входить у вул. Ткаченка.
Проходить крізь такі вулиці (з початку вулиці до кінця):
- Ігоря Сердюка
- Майора Борищака
- Івана Мазепи
- Софіївська
- Троїцька
- Винахідниці Ющенко
- Сумська
- Махорочна

## Опис
Вулиця розташована в спальній частині міста. На вулиці відсутній інтенсивний рух транспорту.

## Походження назви
Історична назва вулиці — Приютська (на вулиці розташовувався «нічний притулок»).
Під час совєцької окупації вулицю перейменували на честь російського письменника Максима Горького.
У 2016 році в рамках декомунізації висувалися пропозиції про перейменування вулиці, проте вулиця зберегла свою назву.
У вересні 2022 року вулицю було перейменовано на честь Левка Лук'яненка.

## Історія
У 1803 році між вулицями Приютська, Весела (вулиця 1905 року), Міщанська (Софіївська), Олексіївська (Шевченка) була облаштована Навчальна площа для проведення військових навчань та парадів. У 1887 році в кварталі між Приютською, Кривогрязною (Троїцька), Міщанською (Софіївська) та Бульварною (Богаєвського) вулицями «Товариство Ф. Сандомирський та М. Рабинович» побудувало тютюново-махорочну фабрику. У 1906 року товариство розпалося і Нохім Іцкович Рабинович заснував його місці власне тютюнове підприємство «Самокат».
У 1903 році на ділянці при садибі нічліжного притулку на розі вулиць Солдатська та Приютська розпочалося будівництво будівлі міської лікарні для бідних хворих. У 1906 році будівництво було завершено, але в будівлі було відкрито пологовий притулок. Лікарня ж була відкрита в іншому місці.
За радянської влади у 1920 році на місці Навчальної площі було розбито сквер. Наприкінці 1930-х років у центрі скверу було збудовано школу. Під час німецької окупації 1941—1943 років будинок займав військовий шпиталь, у сквері ховали німецьких солдат. Під час відступу німці зруйнували школу.
У повоєнні радянські роки більшу частину колишньої Навчальної площі було облаштовано під новий сквер махорочників (роботи з озеленення були проведені навесні 1949 року). У 1960—1962 роках на території скверу була побудована нова школа. У повоєнний період на вулиці були також збудовані численні багатоповерхові будинки.

## Будівлі та об'єкти
На більшій частині вулиці розташовано багатоповерхові будинки, у кінці ж — приватні.